# Харба-Шипак
Харба-Шипак (Харбашику) (2-а пол. XVII ст. до н. е.) — вождь каситів і цар держави Хана. Інший варіант дешифрування імені — Хурбазум.

## Життєпис
Відомості про нього містяться лише в Синхронічному списку царів. Навіть його ім'я залишається дискусійним. Висувається версія, що був братом правителя Урзікурумаш. З огляду на це вважають, що потрібно читати Гарба-шеш — Гарба-брат. З огляду на це можливо він навіть не був правителем, лише регентом при небожеві Агумі II. Тривалість володарювання також невідома, ймовірно десь у 1620-х роках до н. е.
Йому спадкував брат Тіптакзі.